# Bahnhof Hamburg-Heimfeld
Der Bahnhof Hamburg-Heimfeld bzw. kurz Heimfeld, auch bekannt als Heimfeld (TU Hamburg) ist ein Haltepunkt der S-Bahn Hamburg im namensgebenden Stadtteil Heimfeld. Er liegt auf der Strecke zwischen Hamburg und Stade, wird von den Hamburger S-Bahn-Linien S3 und S5 bedient und ist eine von drei Stationen im Harburger S-Bahn-Tunnel.
Täglich steigen hier rund 16.000 Personen ein und aus.

## Geschichte
Die Station wurde im Zuge der Erweiterung der Linie S3 nach Neugraben am 4. August 1984 eröffnet. Die zweigleisige Tunnelstation besitzt einen Mittelbahnsteig.
2012 begannen Renovierungsarbeiten an der Station. 2017 wurden die Fliesen von den Wänden entfernt, diese wurden anschließend schwarz gestrichen. 2019 erfolgte die Erneuerung des Bahnsteigbodens.
Seit dem Frühjahr 2022 fehlt eine Fahrtreppe zwischen Bahnsteig und Zwischenebene. Diese musste laut Aussagen einer Sprecherin der Deutschen Bahn wegen Nichterfüllung von Brandschutzvorschriften ausgebaut werden. Am 2. November 2022 wurden die Segmentanzeigen der Zugzielanzeige durch moderne LCDs ersetzt. Ende November wurde ein Teil der Decke in der Zwischenebene verkleidet. Zusätzlich wurden die Wände des Treppenaufgangs vom Bahnsteig zur Zwischenebene hellgrau gestrichen. Die Station ist Teil der Modernisierungsmaßnahme „Zukunft Bahn“ der S-Bahn Hamburg.
Im Herbst 2023 wurden an der Station im Zuge von Modernisierungsmaßnahmen Hintergleiswände in unterschiedlichen Blautönen angebracht.
Zum Fahrplanwechsel 2023 wurde der Station der Namenszusatz „(TU Hamburg)“ gegeben.

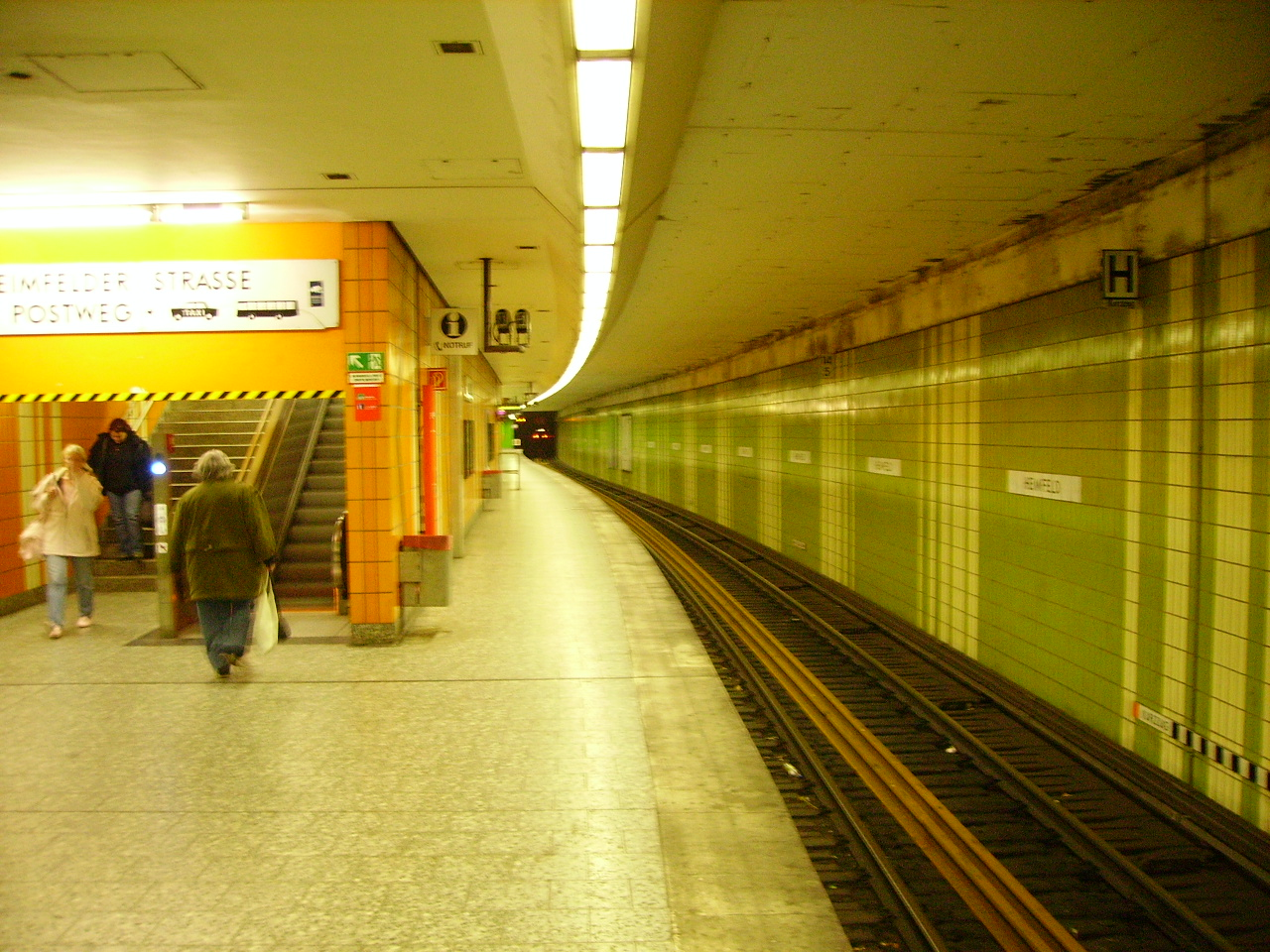
Bahnsteig des S-Bahnhofs Heimfeld im Jahr 2009

## Verkehr
| Linie | Verlauf |
| ----- | --- |
| S 3   | Pinneberg – Thesdorf – Halstenbek – Krupunder – Elbgaustraße – Eidelstedt – Stellingen (Arenen) – Langenfelde – Diebsteich – Altona – Königstraße – Reeperbahn – Landungsbrücken – Stadthausbrücke – Jungfernstieg – Hauptbahnhof – Hammerbrook (City Süd) – Elbbrücken – Veddel (BallinStadt) – Wilhelmsburg – Harburg – Harburg Rathaus – Heimfeld (TU Hamburg) – Neuwiedenthal – Neugraben                                                     |
| S 5   | Elbgaustraße – Eidelstedt – Stellingen (Arenen) – Langenfelde – Diebsteich – Holstenstraße – Sternschanze – Dammtor – Hauptbahnhof \ Hauptstrecke – Hammerbrook (City Süd) – Elbbrücken – Veddel (BallinStadt) – Wilhelmsburg – Harburg – Harburg Rathaus – Heimfeld (TU Hamburg) – Neuwiedenthal – Neugraben – Fischbek – Neu Wulmstorf – Buxtehude – Neukloster – Horneburg – Dollern – Agathenburg – Stade / in Tagesrandzeiten – Berliner Tor |

Es verkehren hier die Hamburger S-Bahn-Linien S3 und S5. Auch befindet sich hier eine Bushaltestelle der Metrobuslinie 42.